# Tourisme en Île-de-France

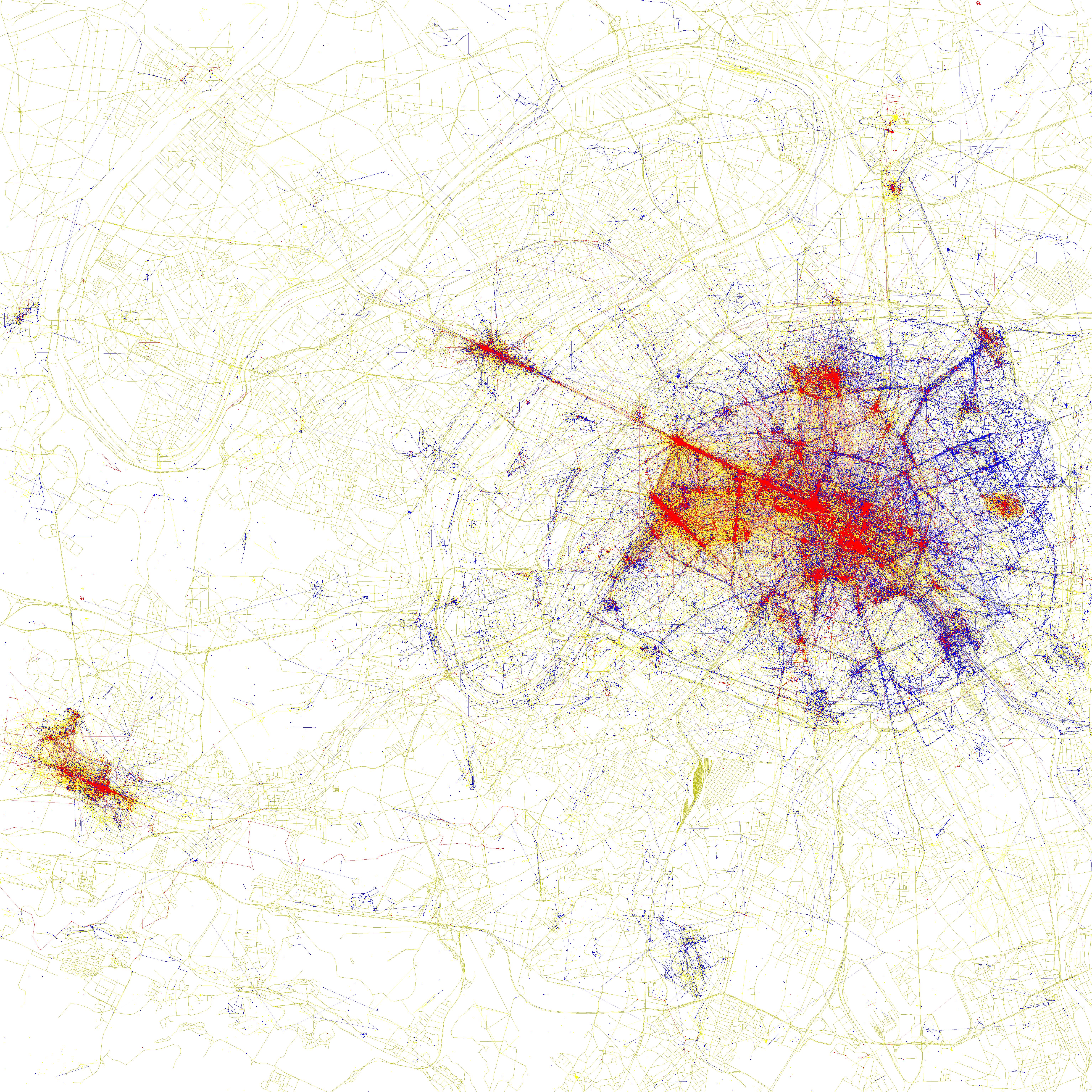
Carte des lieux touristiques dans et autour de Paris (en rouge).

L'Île-de-France est la troisième destination touristique mondiale. Les huit départements de la région présentent une offre touristique très diverse et Paris, à elle seule, capitalise une très forte notoriété. Les sept autres départements d’Île-de-France (Hauts-de-Seine, Seine-Saint-Denis, Val-de-Marne, Seine-et-Marne, Yvelines, Essonne, Val-d'Oise) connaissent un déficit d’image pour le marché régional, national et surtout international.
Forte de ses douze millions d’habitants, l’Île-de-France est également la première région émettrice de touristes en France.

## Impact économique
Le secteur du tourisme est important dans l'économie parisienne : ce secteur d’activité représente 12,8 % des emplois de la capitale, soit 147 000 personnes dont près de 81 000 dans l'hôtellerie, les services (24,5 %) et le commerce (13,8 %). Les touristes représentent 50 % des visiteurs des musées, 8 % du chiffre d'affaires de la RATP, 10 à 50 % des achats dans les commerces de la capitale et enfin plus de 60 % des seize millions de clients annuels enregistrés dans les hôtels soit 9,7 millions d’étrangers. Le tourisme assure chaque année huit milliards d’euros de retombées économiques et trente millions d’euros de recettes fiscales pour la municipalité liées à la taxe de séjour.

## Évolution
En 2018, les quatre premières nationalités présentes dans les touristes étrangers à Paris sont les suivants:
- Américains[2];
- Britanniques
- Allemands
- Chinois[3]

Après les attentats de 2015, la fréquentation des touristes étrangers est en baisse, notamment les touristes chinois en 2016.
La fréquentation reprend en 2018 avec une hausse de fréquentation de 9,2%.
- En 2021,[5]le nombre de séjours touristiques en Île-de-France a progressé de 30% par rapport à l’année de 2020 mais reste inférieur de 55% comparé à l’année de 2019. En 2021 le nombre de touristes accueillis en Île-de-France est de 22,6 millions.

## Fréquentation des sites culturels franciliens

### Fréquentation des sites culturels parisiens

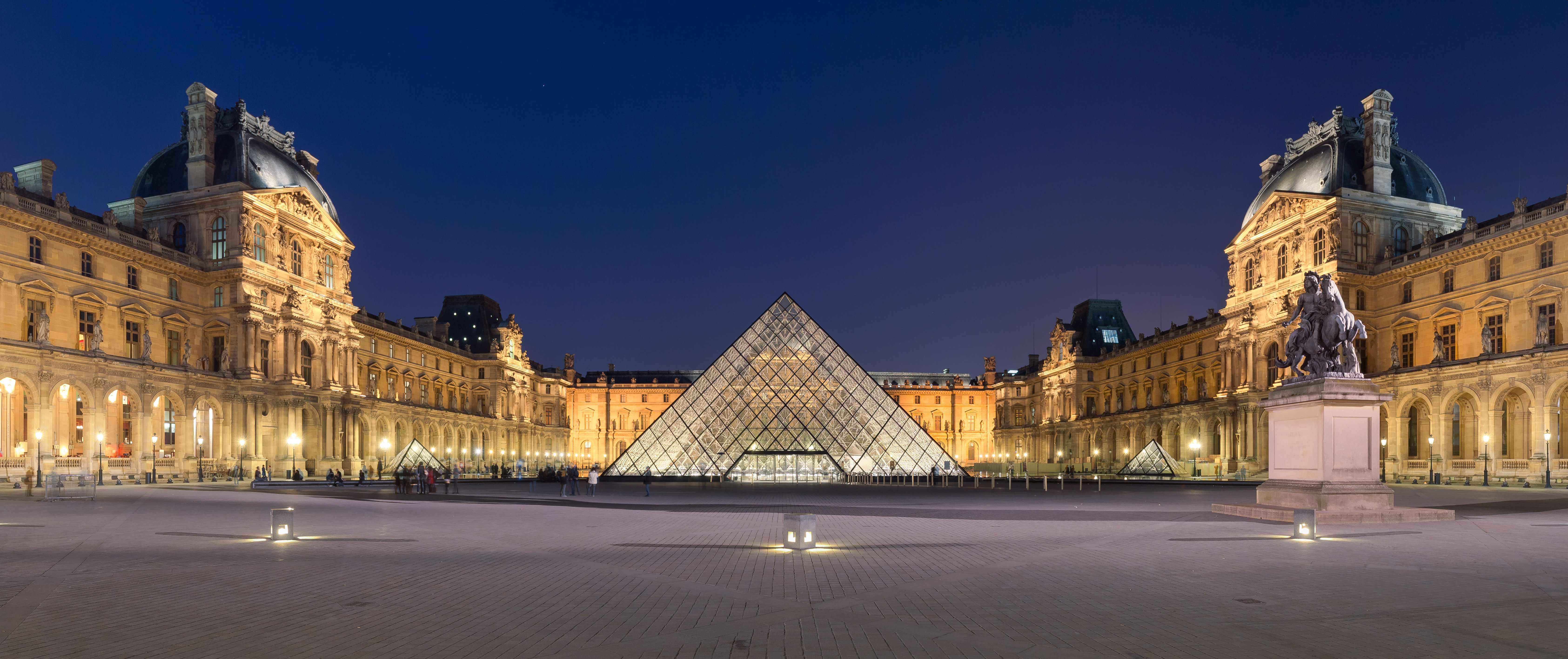
Le Louvre la nuit.

En 2006, les cinquante premiers sites culturels de la ville ont enregistré 69,1 millions d'entrées soit une croissance de 11,3 % par rapport à 2005. Les principaux sites ont enregistré leur record de fréquentation. En tête du classement, la cathédrale Notre-Dame de Paris totalise environ 13,5 millions d'entrées par an ce qui en fait de très loin le monument le plus visité de France. La basilique du Sacré-Cœur de Montmartre enregistre environ 10,5 millions d'entrées, le musée du Louvre 8,3 millions, ce qui confirme sa place de musée le plus visité au Monde, la Tour Eiffel 6,7 millions et le centre Pompidou 5,1 millions d'entrées. La cité des sciences et de l'industrie enregistre comme le musée d'Orsay trois millions d'entrées annuelles. Plus insolite, la chapelle Notre Dame de la Médaille Miraculeuse enregistre deux millions de visiteurs par an ce qui en fait le huitième site le plus visité de la capitale devant le muséum d'histoire naturelle, l'arc de triomphe et le musée de l'armée (Hôtel des Invalides). Le musée du quai Branly se révèle prometteur depuis son ouverture en juin 2006 en enregistrant 952 770 entrées en six mois.

### Fréquentation des sites culturels yvelinois
En 2007, le département des Yvelines compte 5 581 307 visites de musée ce qui le place au deuxième rang derrière Paris (23 754 227 visites) et représente 18 % des visites en Île-de-France (30 726 602) ; les visites sont essentiellement due au château de Versailles qui avec ses 5 326 317 visites contribue pour 95 % à la fréquentation des musées yvelinois.

### Fréquentation des sites culturels valdoisiens
Le département du Val-d'Oise souffre d'une mauvaise image souvent liée aux imaginaires entourant la banlieue parisienne et les grands ensembles de Sarcelles, Argenteuil, Villiers-le-Bel... Le département compte pourtant de très nombreux monuments et sites touristiques, qui reçoivent en moyenne 400 000 visiteurs chaque année. Parmi les plus importants, on peut citer la Ville d'Ecouen, dont le Château abrite le Musée national de la Renaissance. Selon les statistiques de 2008, ce fut le site le plus visité du Val d'Oise (voir Tourisme dans le Val-d'Oise). On peut également citer Auvers-sur-Oise avec son Château et l'Eglise peinte par Vincent Van Gogh.

## Parc hôtelier

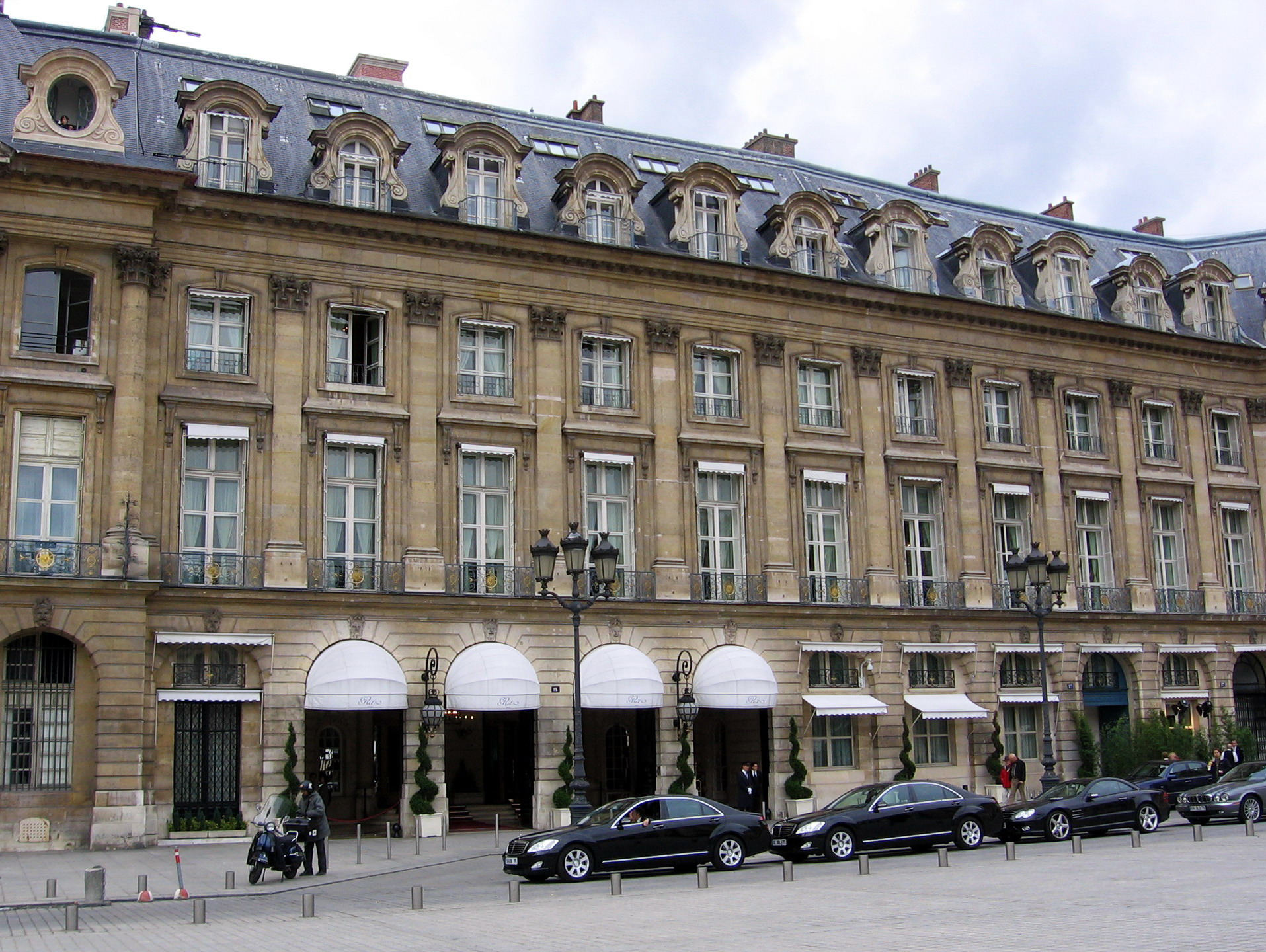
L'hôtel Ritz, situé place Vendôme.

Les hôtels parisiens et franciliens représentent près du quart du parc hôtelier national. En 2005, on dénombrait 154 745 chambres réparties dans 2 508 hôtels dans la région dont 61 % sont situés dans la ville de Paris (1 534 établissements), 16 % en petite couronne et 23 % en grande couronne. Les deux tiers des établissements sont classés deux ou trois étoiles, 19,4 % des hôtels étant classés quatre étoiles. Le tourisme d'affaire représentait 44 % des nuitées, chiffre en hausse de près de 28 % depuis 1996, et a un impact économique particulièrement important, la dépense journalière de ces visiteurs étant nettement plus élevée que le tourisme de loisir.
Le taux d'occupation moyen était de 71,3 % en 2005 ce qui le situe parmi les plus élevés des grandes villes européennes (derrière Barcelone qui atteint néanmoins 79 %) et loin devant le taux moyen français de 59 %. Las Vegas atteint un taux record de 92 %. Le taux parisien est plus élevé en semaine que le week-end et connaît son minimum (autour de 60 %) durant les mois de janvier et août et son maximum (autour de 80 %) durant les mois de juin, septembre et octobre qui cumulent le tourisme d'affaire et de loisir. Néanmoins l'afflux de visiteurs, hors parc hôtelier, est constant toute l'année avec un léger pic durant l'été, cette part de touristes utilisant d'autres types d'hébergement : location ou échange d'appartements, hébergement familial ou chez des amis, etc. Le taux d'occupation ne varie pas en fonction des arrondissements mais diminue avec le niveau de gamme : la catégorie la plus économique connaît le plus fort taux de remplissage.

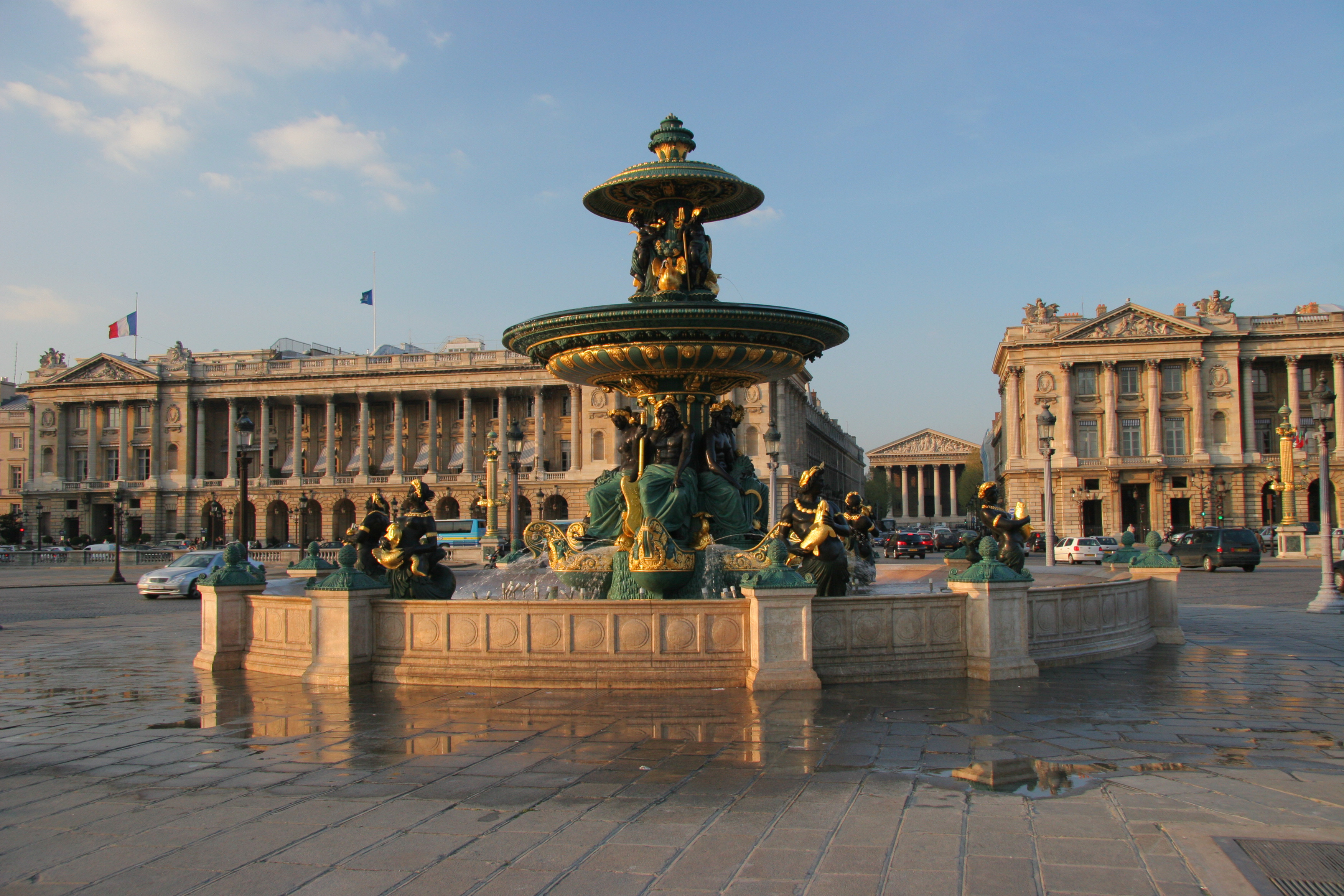
L'hôtel de Crillon (au fond à gauche), place de la Concorde, un des plus luxueux palaces au Monde.

Le tourisme international est prépondérant à Paris intra-muros : il représente en effet 67 % des nuitées à Paris pour seulement 33 % de clientèle nationale. Les nuitées de la clientèle étrangère se situent, pour 65 % des cas, dans la ville intra-muros alors que 41 % des nuitées de la clientèle française ont lieu dans un hébergement en dehors de la ville. La part en augmentation de l'hôtellerie économique aux portes de Paris et dans la région explique en partie ce phénomène.
La clientèle étrangère provient pour l'essentiel de huit pays qui en fournissent plus des deux-tiers : par ordre décroissant, l'Europe avec le Royaume-Uni, l'Italie, l'Espagne, l'Allemagne, les Pays-Bas et la Belgique fournit à elle seule 42 % des clients étrangers puis viennent les États-Unis avec 18,5 % et enfin le Japon avec 7,5 %. La plus forte augmentation de 2000 à 2005 provient de la clientèle asiatique (hors Japon) avec une hausse de 57 % ; néanmoins, cette part ne représente encore en valeur absolue que 5,5 % de la clientèle étrangère.
Si Paris a la réputation d'être une ville chère, l'hôtellerie reste néanmoins compétitive comparativement aux autres principales métropoles mondiales : la capitale ne se classait que 17e sur vingt métropoles pour les prix de ses hôtels deux étoiles ; néanmoins, elle reste la plus chère du monde après Genève pour les tarifs de son hôtellerie haut de gamme. Celle-ci est la plus présente dans les 8e et 9e arrondissements comme tout le parc hôtelier parisien.
La croissance du nombre de chambres a été spectaculaire en Île-de-France depuis 1990 : elle atteint 47 % en quinze ans et 3 000 chambres supplémentaires par an depuis 1996 ce qui représente le quadruple de l'augmentation moyenne annuelle française. Néanmoins, cette augmentation de l'offre se situe pour la quasi-totalité en périphérie, la ville de Paris voyant plutôt une hausse du niveau de son parc vers le haut de gamme mais très peu de créations pures. Les secteurs du Stade de France à Saint-Denis, de Disneyland Paris à Marne-la-Vallée et de Roissy-en-France à proximité de l'aéroport Roissy-Charles-de-Gaulle ont connu la plus forte augmentation.
Les hôtels franciliens offraient 54 637 emplois directs en décembre 2004 dont 29 301 dans Paris ce qui représentait 2 % des emplois de la capitale, en augmentation de 2,2 % par an, auxquels il faut ajouter les emplois induits.

## Le comité régional du tourisme
Le Comité régional du tourisme Paris Île-de-France, organisme créé selon la loi du 3 janvier 1987, assure la promotion du tourisme et des loisirs en Île-de-France, par convention avec le conseil régional.
Le Comité régional du tourisme a pour missions la promotion de l’Île-de-France comme destination touristique, auprès de différentes cibles, sur le marché national et international.
Il a pour ambition également de faire connaître son savoir-faire en matière de promotion et de développement du tourisme auprès de tous les professionnels de ce secteur tant institutionnels que privés.

## Visites guidées
Le patrimoine francilien peut être présenté par les guides conférenciers ou par des associations d'insertion comme Baština ou l'L'Alternative urbaine.

## La mobilité des touristes en Île-de-France
La mobilité des touristes dans toutes ses composantes (qualité de l’accueil, transports, intermodalité, signalétique, billet, information…) apparaît comme un facteur d’attractivité essentiel et un élément de différenciation majeur entre les principales métropoles touristiques.
Dans un rapport du 15 décembre 2011, la Chambre de commerce et d’industrie de Paris identifie sept conditions essentielles pour améliorer la mobilité des touristes en Île-de-France, comme une meilleure accessibilité et desserte des sites touristiques et d’affaires, la mise en place de services de mobilité innovants pour les touristes, un accueil spécifiques pour les touristes d’affaires... Elle propose à l’ensemble des acteurs du tourisme la mise en place d’actions concrètes réalisables à court, moyen et long termes pour renforcer la « chaîne de mobilité » touristique en Île-de-France et en fluidifier le fonctionnement.